# Mortal Kombat 2 (filme)
Mortal Kombat 2 é um futuro filme americano de artes marciais e fantasia coproduzido e dirigido por Simon McQuoid e escrito por Jeremy Slater, baseado na série de videogames criada por Ed Boon e John Tobias. O filme serve como uma sequência de Mortal Kombat (2021) e é o quarto filme da franquia Mortal Kombat. Estrelam os membros do elenco que retornam Lewis Tan, Jessica McNamee, Tadanobu Asano, Mehcad Brooks, Ludi Lin, Chin Han, Joe Taslim, Hiroyuki Sanada e Damon Herriman, com Karl Urban, Tati Gabrielle, Adeline Rudolph, Martyn Ford, Desmond Chiam, Ana Thu Nguyen e CJ. Bloomfield se juntando ao elenco.
Após o lançamento de Mortal Kombat em abril de 2021, o produtor Todd Garner, o roteirista Greg Russo e o diretor McQuoid começaram a discutir o futuro da franquia, incluindo filmes independentes focados em Johnny Cage e Bi-Han, e uma sequência do filme de 2021. Em 2022, a Warner Bros. Pictures aprovou a sequência, com Slater definido para escrever o roteiro e McQuoid retornando para dirigir o projeto. As filmagens começaram em junho de 2023 na Austrália, foram interrompidas em meados de julho devido à greve da SAG-AFTRA, retomadas em meados de novembro e concluídas no final de janeiro de 2024.
Mortal Kombat 2 está programado para ser lançado nos cinemas pela Warner Bros. Pictures em 24 de outubro de 2025.

## Elenco
- Lewis Tan como Cole Young[4]
- Karl Urban como Johnny Cage[5]
- Jessica McNamee como Sonya Blade[5]
- Mehcad Brooks como Jackson "Jax" Briggs[6]
- Tadanobu Asano como Lorde Raiden[7]
- Ludi Lin como Liu Kang[8]
- Chin Han com Shang Tsung[7]
- Joe Taslim como Bi-Han / Noob Saibot[9]
- Hiroyuki Sanada como Hanzo Hasashi / Scorpion[10]
- Josh Lawson como Kano[5]
- Max Huang como Revenant Kung Lao[11]
- Tati Gabrielle como Jade[5]
- Adeline Rudolph como Kitana[12]
  - Sophia Xu como Jovem Kitana
- Martyn Ford como Shao Kahn[13]
- Desmond Chiam como Rei Jerrod[13]
- Ana Thu Nguyen como Rainha Sindel[13]
- Damon Herriman como Quan Chi[13]
- CJ. Bloomfield como Baraka[14]

## Produção

### Desenvolvimento
Após o lançamento de Mortal Kombat em abril de 2021, o ator Joe Taslim revelou que está contratado para quatro filmes relacionados a Mortal Kombat, caso a Warner Bros. Pictures decida criar uma franquia.
O diretor Simon McQuoid afirmou que está aberto a retornar para dirigir uma sequência, se a história for boa. Em uma entrevista após o lançamento do filme, McQuoid disse que o personagem Johnny Cage não foi introduzido no filme porque Cage era uma "personalidade gigantesca" que desequilibraria o filme. Ele revelou que possíveis sequências poderiam explorar material para personagens como Cage e Kitana, e expressou o desejo de incluir mais personagens femininas.
O co-roteirista Greg Russo disse ao Collider que vê o reboot como uma trilogia, com o primeiro filme ocorrendo antes do torneio, o segundo durante o torneio e o terceiro pós-torneio.
Em novembro de 2021, o produtor Todd Garner deu uma dica sobre uma sequência em desenvolvimento no Twitter, e em janeiro de 2022, o filme foi confirmado como em desenvolvimento, com Jeremy Slater escrevendo o roteiro. Em maio de 2022, Slater confirmou planos para incluir Johnny Cage no filme, após ser introduzido no final de Mortal Kombat (2021), embora tenha notado que seu papel exato na história ainda não tenha sido determinado.
No mesmo mês, Slater mencionou que o filme "abraçaria parte da estranheza" inerente à franquia Mortal Kombat e que ele queria que o filme fosse "imprevisível" e desafiasse as expectativas dos fãs. Em junho de 2022, ele explicou ainda mais que a sequência abordaria tanto as reações positivas quanto negativas dos fãs ao primeiro filme. Em julho de 2022, foi anunciado que o filme havia sido aprovado pela New Line e que McQuoid retornaria para dirigir a sequência.

### Escolha do elenco
Em Maio de 2023, Tati Gabrielle estava em negociações finais para interpretar Jade no filme, com Karl Urban também em negociações finais para interpretar Cage. Também foi relatado que Jessica McNamee e Josh Lawson retornariam para interpretar Sonya Blade e Kano, respectivamente.
Mais tarde naquele mês, Adeline Rudolph se juntou ao elenco como Kitana, com Gabrielle confirmada como Jade. Em junho de 2023, Martyn Ford, Desmond Chiam, Ana Thu Nguyen e Damon Herriman foram escalados como Shao Kahn, Rei Jerrod, Rainha Sindel e Quan Chi. Herriman já havia dublado Kabal no filme de 2021. No final daquele mês, Max Huang confirmou que retornaria como Kung Lao.

### Filmagens
A filmagem principal começou em 22 de junho de 2023, no Village Roadshow Studios em Gold Coast, Queensland, com Stephen F. Windon como diretor de fotografia. As filmagens foram suspensas em julho devido à greve da SAG-AFTRA de 2023 e foram retomadas após o fim da greve em novembro de 2023. As filmagens foram oficialmente concluídas no final de janeiro de 2024.

## Lançamento
Mortal Kombat 2 está programado para ser lançado nos cinemas dos Estados Unidos pela Warner Bros. Pictures em 24 de outubro de 2025.